# Дискографія Roxy Music
Дискографія британського рок-гурту Roxy Music налічує 8 студійних альбомів, 2 міні-альбоми, 24 сингли, 8 відеоальбомів, 10 концертних альбомів, 9 збірок.
Дебютний альбом Roxy Music являв собою сплав таких стилів, як прогресивний рок, психоделічний рок, артрок і глем-рок, а також декількох інших. Альбом виявився доволі успішним з погляду комерції, посівши десяте місце у Великій Британії та отримавши золотий статус. Дебютний сингл «Virginia Plain» дістався четвертого місця у британському чарті синглів, а також потрапив до хіт-параду Австрії. Наступний альбом For Your Pleasure, за популярністю перевершив свого попередника і посів четверте місце в британському чарті альбомів, але в США не досягнув особливого успіху і залишився непоміченим. З кожним наступним альбомом гурт продовжував завойовувати нові ринки. Виданий 1973 року альбом Stranded посів чотирнадцяте місце в Норвегії, тоді як на батьківщині колективу він зійшов на першу сходинку. Обидва альбоми (For Your Pleasure і Stranded) отримали золотий статус.
Завдяки виходові альбому Country Life у 1974 році Roxy Music досягли успіху і в США. Альбом посів третє місце у Великій Британії. Siren і Country Life отримали золотий статус у Британії. Композиція «Love Is the Drug», видана як сингл, посіла друге місце у Британії. 1979 року вийшов альбом Manifesto. Сингл «Dance Away» з цього альбому очолив ірландський хіт-парад. Останні два альбоми гурту Flesh and Blood (1980) і Avalon (1982) стали найпомітнішими і найуспішними в його дискографії. Кавер-версія пісні Джона Леннона — «Jealous Guy» посіла перше місце в британському чарті синглів. На альбомі Avalon стиль гурту вчергове змінився, цього разу вже в бік нової романтики, результатом чого стали продажі 1 мільйона примірників у США. Альбом очолив британський і шведський хіт-паради, а також хіт-паради інших європейських країн. У Канаді альбом розійшовся тиражем у 100 тисяч примірників і отримав платиновий статус, так само як і в США, і в Британії. Сингл «More Than This» дійшов до другого місця в норвезьких чартах.
Хоча Roxy Music зараховують до глем-року і арт-року, гурт не обмежувався лише цими стилями і експериментував з електронною і авангардною музикою, а також грав нову хвилю. Музиканти у своїй музиці використовували не лише гітари і бас-гітари, але й такі інструменти, як клавішні, гобой, флейту, саксофон і синтезатори.

## Студійні альбоми
| Рік                                               | Подробиці                                                                            | Найвищі місця в чартах | Найвищі місця в чартах | Найвищі місця в чартах | Найвищі місця в чартах | Найвищі місця в чартах | Найвищі місця в чартах | Найвищі місця в чартах | Найвищі місця в чартах | Найвищі місця в чартах | Найвищі місця в чартах | Найвищі місця в чартах | Найвищі місця в чартах | Сертифікації |
| Рік                                               | Подробиці                                                                            | ВЕЛ                    | АВС                    | АВТ                    | БЕЛ                    | НІМ                    | ІТА                    | КАН                    | НІД                    | НОЗ                    | НОР                    | ФРА                    | ШВЕ                    | Сертифікації |
| ------------------------------------------------- | ------------------------------------------------------------------------------------ | ---------------------- | ---------------------- | ---------------------- | ---------------------- | ---------------------- | ---------------------- | ---------------------- | ---------------------- | ---------------------- | ---------------------- | ---------------------- | ---------------------- | --- |
| 1972                                              | Roxy Music - Вихід: 16 червня - Лейбл: Island - Формати: LP, CS, CD, HDCD, ЦД        | 10                     | —                      | —                      | —                      | —                      | —                      | —                      | —                      | —                      | 23                     | —                      | —                      | : Золотий |
| 1973                                              | For Your Pleasure - Вихід: 1 травня - Лейбл: Island - Формати: LP, CS, CD, ЦД, HDCD  | 4                      | —                      | 9                      | —                      | 28                     | —                      | —                      | —                      | —                      | 15                     | —                      | —                      | : Золотий |
| 1973                                              | Stranded - Вихід: 1 листопада - Лейбл: Island - Формати: LP, CD, ЦД, HDCD            | 1                      | —                      | —                      | —                      | 39                     | —                      | —                      | —                      | 37                     | 14                     | —                      | —                      | : Золотий |
| 1974                                              | Country Life - Вихід: 15 листопада - Лейбл: Island - Формати: LP, CS, CD, ЦД, HDCD   | 3                      | —                      | 10                     | —                      | 38                     | —                      | 48                     | —                      | 8                      | 15                     | —                      | —                      | : Золотий |
| 1975                                              | Siren - Вихід: 24 жовтня - Лейбл: Island - Формати: LP, CS, CD, HDCD, ЦД, Stereo 8   | 4                      | —                      | —                      | —                      | —                      | —                      | 53                     | 9                      | 33                     | 15                     | —                      | 8                      | : Золотий |
| 1979                                              | Manifesto - Вихід: 1 березня - Лейбл: E.G. - Формати: LP, CS, CD, HDCD, ЦД, Stereo 8 | 7                      | —                      | 25                     | —                      | 37                     | —                      | 24                     | 5                      | 8                      | —                      | 18                     | 11                     | : Золотий |
| 1980                                              | Flesh + Blood - Вихід: 1 травня - Лейбл: Polydor - Формати: LP, CD, CS, ЦД, HDCD     | 1                      | —                      | 15                     | 4                      | 6                      | —                      | 12                     | 8                      | 1                      | 6                      | 3                      | 7                      | : Платиновий : Золотий                                                                                              |
| 1982                                              | Avalon - Вихід: 1 травня - Лейбл: E.G. - Формати: LP, CS, CD, ЦД, HDCD               | 1                      | 2                      | 5                      | 1                      | 4                      | 14                     | 2                      | 1                      | 1                      | 1                      | 4                      | 1                      | Список - : Платиновий - : Золотий - [[Файл:Шаблон:Прапор КАН\|20x13px\|КАН]]: Платиновий - : Платиновий - : Золотий |
| «—» ставиться, якщо альбом не потрапив до в чарту |                                                                                      |                        |                        |                        |                        |                        |                        |                        |                        |                        |                        |                        |                        | |

## Збірки
| Рік                                               | Подробиці                                                                             | Найвищі місця в чартах | Найвищі місця в чартах | Найвищі місця в чартах | Найвищі місця в чартах | Найвищі місця в чартах | Найвищі місця в чартах | Найвищі місця в чартах | Найвищі місця в чартах | Найвищі місця в чартах | Найвищі місця в чартах | Найвищі місця в чартах | Сертифікації |
| Рік                                               | Подробиці                                                                             | ВЕЛ                    | АВТ                    | БЕЛ                    | НІМ                    | ІСП                    | КАН                    | НІД                    | НОЗ                    | НОР                    | ШВА                    | ШВЕ                    | Сертифікації |
| ------------------------------------------------- | ------------------------------------------------------------------------------------- | ---------------------- | ---------------------- | ---------------------- | ---------------------- | ---------------------- | ---------------------- | ---------------------- | ---------------------- | ---------------------- | ---------------------- | ---------------------- | ------------ |
| 1977                                              | Greatest Hits - Вихід: 1 листопада - Лейбл: Polydor - Формати: LP, CS                 | 20                     | —                      | —                      | —                      | —                      | —                      | —                      | —                      | —                      | —                      | —                      | : Золотий    |
| 1983                                              | The Atlantic Years 1973 — 1980 - Вихід: 1 жовтня - Лейбл: Atco - Формати: LP, CS, CD  | 23                     | —                      | —                      | 62                     | —                      | 88                     | 46                     | 31                     | —                      | —                      | —                      | : Золотий    |
| 1996                                              | The Greatest (Roxy Music) - Вихід: Березень - Лейбл: EMI - Формат: CD                 | —                      | —                      | —                      | —                      | —                      | —                      | —                      | —                      | —                      | —                      | —                      |              |
| 2000                                              | The Early Years - Вихід: - Лейбл: Virgin - Формат: CD, ЦД, HDCD                       | —                      | —                      | —                      | —                      | —                      | —                      | —                      | —                      | —                      | —                      | —                      |              |
| 2001                                              | The Best of Roxy Music - Вихід: 11 червня - Лейбл: Virgin - Формати: CD, CS, SACD, ЦД | 12                     | 27                     | 25                     | 19                     | 95                     | —                      | —                      | —                      | —                      | 35                     | —                      | : Золотий    |
| 2004                                              | The Collection - Вихід: - Лейбл: EMI - Формати: CD, ЦД                                | —                      | —                      | —                      | —                      | —                      | —                      | —                      | —                      | —                      | —                      | —                      |              |
| 2009                                              | 12 of Their Greatest Hits - Вихід: - Лейбл: UpFront, The Mail on Sunday - Формат: CD  | —                      | —                      | —                      | —                      | —                      | —                      | —                      | —                      | —                      | —                      | —                      |              |
| 2011                                              | Essential - Вихід: - Лейбл: Virgin, EMI - Формати: CD, ЦД                             | —                      | —                      | —                      | —                      | —                      | —                      | —                      | —                      | —                      | —                      | —                      |              |
| 2011                                              | Avalon/Siren - Вихід: - Лейбл: EMI - Формат: HDCD                                     | —                      | —                      | —                      | —                      | —                      | —                      | —                      | —                      | —                      | —                      | —                      |              |
| «—» ставиться, якщо альбом не потрапив до в чарту |                                                                                       |                        |                        |                        |                        |                        |                        |                        |                        |                        |                        |                        |              |

## Концертні альбоми
| 1976                                              | Viva! Roxy Music — The Live Roxy Music Album - Вихід: Серпень - Лейбл: Island - Формати: LP, CS, CD, ЦД, HDCD, Stereo 8 | 6 | — | 48  | 94 | 2  | 20 | 10 | 9 | : Срібний |
| 1990                                              | Heart Is Still Beating - Вихід: 30 жовтня - Лейбл: Virgin - Формати: LP, CS, CD, ЦД, HDCD                               | — | — | —   | —  | 78 | —  | —  | — |           |
| 1998                                              | Concert Classics - Вихід: Лютий - Лейбл: Ranch Life - Формат: CD                                                        | — | — | —   | —  | —  | —  | —  | — |           |
| 2001                                              | Concerto - Вихід: 12 червня - Лейбл: Fruit Tree - Формати: LP, CD                                                       | — | — | —   | —  | —  | —  | —  | — |           |
| 2002                                              | Ladytron - Вихід: - Лейбл: Superior - Формат: CD                                                                        | — | — | —   | —  | —  | —  | —  | — |           |
| 2002                                              | Reflection - Вихід: - Лейбл: NMC Music - Формат: CD                                                                     | — | — | —   | —  | —  | —  | —  | — |           |
| 2003                                              | Live - Вихід: - Лейбл: Eagle - Формат: CD                                                                               | — | — | 100 | —  | —  | —  | —  | — |           |
| 2008                                              | Live in America - Вихід: - Лейбл: Concert Classics - Формати: CD, ЦД                                                    | — | — | —   | —  | —  | —  | —  | — |           |
| 2008                                              | Live at the Apollo - Вихід: 19 травня - Лейбл: Laminmoor Ltd. - Формат: CD (+ DVD)                                      | — | — | —   | —  | —  | —  | —  | — |           |
| 2008                                              | Live at Rainbow Music Hall - Вихід: 19 лютого - Лейбли: Eurotrend, MCP - Формат: CD                                     | — | — | —   | —  | —  | —  | —  | — |           |
| «—» ставиться, якщо альбом не потрапив до в чарту | |   |   |     |    |    |    |    |   |           |

## Відеоальбоми
| 1983                                              | The High Road - Вихід: - Лейбл: Polygram - Формати: LD, DVD        | — | — | — | — | — | — | — |  |
| 1990                                              | Total Recall - Вихід: - Лейбли: Virgin, E.G - Формат: VHS, LD      | — | — | — | — | — | — | — |  |
| 1995                                              | Video Collection - Вихід: - Лейбл: Virgin - Формат: VHS            | — | — | — | — | — | — | — |  |
| 2000                                              | Valentine - Вихід: - Лейбл: Burning Airlines - Формати: CD, VCD    | — | — | — | — | — | — | — |  |
| 2001                                              | Musiklanden - Вихід: - Лейбл: ARD Video - Формат: DVD              | — | — | — | — | — | — | — |  |
| 2007                                              | The Thrill of It All - Вихід: - Лейбл: Virgin - Формат: DVD        | — | — | — | — | — | — | — |  |
| 2007                                              | On the Road Live - Вихід: - Лейбл: ILC Entertainment - Формат: DVD | — | — | — | — | — | — | — |  |
| 2007                                              | Roxy Music - Вихід: - Лейбл: Feria Music, Top Tape - Формат: DVD   | — | — | — | — | — | — | — |  |
| «—» ставиться, якщо альбом не потрапив до в чарту |                                                                    |   |   |   |   |   |   |   |  |

Коментарі
- Часом помилково реліз Inside Roxy Music 1972-1974 відносять до відеоальбомів, але він не входить в офіційну дискографію[43].

## Бокс-сети
| 1981                                              | The First 7 Albums - Вихід: - Лейбли: E.G.,Polydor - Формат: 7xLP               | — | —       | —  | —  | — | — | — |  |
| 1989                                              | The Early Years - Вихід: - Лейбл: E.G. - Формат: 4xCD                           | — | —       | —  | —  | — | — | — |  |
| 1989                                              | The Later Years - Вихід: - Лейбл: E.G. - Формат: 4xCD                           | — | —       | —  | —  | — | — | — |  |
| 1992                                              | Collector's Edition - Вихід: - Лейбл: Virgin - Формат: 3xCD                     | — | —       | —  | —  | — | — | — |  |
| 1995                                              | The Thrill of It All - Вихід: - Лейбл: Virgin - Формат: 4xCD                    | — | —       | —  | —  | — | — | — |  |
| 2010                                              | Glam! The Photography of Mick Rock - Вихід: - Лейбли: EMI, Virgin - Формат: LP  | — | —       | —  | —  | — | — | — |  |
| 2012                                              | The Complete Studio Recordings - Вихід: 31 липня - Лейбл: Virgin - Формат: 8xCD | — | 104/137 | 20 | 91 | — | — | — |  |
| 2012                                              | 5 Album Set - Вихід: - Лейбл: EMI - Формат: 5xCD, HDCD                          | — | —       | —  | —  | — | — | — |  |
| «—» ставиться, якщо альбом не потрапив до в чарту |                                                                                 |   |         |    |    |   |   |   |  |

## Міні-альбоми
| 1983                                              | The High Road - Вихід: Березень - Лейбли: Warner Bros., E.G. - Формати: LP, CS | 26 | — | 25 | 5 | 11 | 21 | — | 22 |  |
| 2010                                              | Remixes (Blue) - Вихід: 21 лютого - Лейбл: Virgin - Формат: ЦД                 | —  | — | —  | — | —  | —  | — | —  |  |
| «—» ставиться, якщо альбом не потрапив до в чарту |                                                                                |    |   |    |   |    |    |   |    |  |

## Сингли
| Рік                                            | Подробиці                    | Найвищі місця в чартах | Найвищі місця в чартах | Найвищі місця в чартах | Найвищі місця в чартах | Найвищі місця в чартах | Найвищі місця в чартах | Найвищі місця в чартах | Найвищі місця в чартах | Найвищі місця в чартах | Найвищі місця в чартах | Найвищі місця в чартах | Найвищі місця в чартах | Найвищі місця в чартах | Найвищі місця в чартах | Найвищі місця в чартах | Найвищі місця в чартах | Альбом            | Сертифікації |
| Рік                                            | Подробиці                    | ВЕЛ                    | АВС                    | АВТ                    | БЕЛ                    | НІМ                    | ІРЯ                    | ІТА                    | КАН                    | НІД                    | НОЗ                    | НОР                    | США                    | ФРА                    | ШВА                    | ШВЕ                    | ПІВ                    | Альбом            | Сертифікації |
| ---------------------------------------------- | ---------------------------- | ---------------------- | ---------------------- | ---------------------- | ---------------------- | ---------------------- | ---------------------- | ---------------------- | ---------------------- | ---------------------- | ---------------------- | ---------------------- | ---------------------- | ---------------------- | ---------------------- | ---------------------- | ---------------------- | ----------------- | ------------ |
| 1972                                           | «Virginia Plain»             | 4                      | —                      | 16                     | 25                     | 20                     | 14                     | —                      | —                      | 18                     | —                      | —                      | —                      | —                      | —                      | —                      | —                      |                   |              |
| 1973                                           | «Pyjamarama»                 | 10                     | —                      | —                      | —                      | —                      | —                      | —                      | —                      | —                      | —                      | —                      | —                      | —                      | —                      | —                      | —                      |                   |              |
| 1973                                           | «Do the Strand»              | —                      | —                      | —                      | —                      | 41                     | —                      | —                      | —                      | 23                     | —                      | —                      | —                      | —                      | —                      | —                      | —                      | For Your Pleasure |              |
| 1973                                           | «Street Life/Hula-Kula»      | 9                      | —                      | —                      | —                      | 40                     | —                      | —                      | —                      | —                      | —                      | —                      | —                      | —                      | —                      | —                      | —                      | Stranded          |              |
| 1974                                           | «All I Want Is You»          | 12                     | —                      | —                      | —                      | —                      | —                      | —                      | —                      | —                      | —                      | —                      | —                      | —                      | —                      | —                      | —                      | Country Life      |              |
| 1975                                           | «Both Ends Burning»          | 25                     | —                      | —                      | —                      | —                      | 17                     | —                      | —                      | —                      | —                      | —                      | —                      | —                      | —                      | —                      | —                      | Siren             |              |
| 1975                                           | «Love is the Drug»           | 2                      | —                      | —                      | 15                     | 39                     | —                      | —                      | 3                      | 9                      | 24                     | —                      | 30                     | —                      | —                      | —                      | —                      | Siren             | : Срібний    |
| 1977                                           | «Virginia Plain/ Pyjamarama» | 11                     | —                      | —                      | —                      | —                      | —                      | —                      | —                      | —                      | —                      | —                      | —                      | —                      | —                      | —                      | —                      | Greatest Hits     |              |
| 1979                                           | «Angel Eyes»                 | 4                      | —                      | —                      | 4                      | —                      | 12                     | —                      | —                      | 13                     | 50                     | —                      | —                      | —                      | —                      | —                      | —                      | Manifesto         | : Срібний    |
| 1979                                           | «Trash»                      | 40                     | —                      | —                      | 29                     | —                      | —                      | —                      | —                      | 40                     | —                      | —                      | —                      | —                      | —                      | —                      | —                      | Manifesto         |              |
| 1979                                           | «Dance Away»                 | 2                      | —                      | —                      | 12                     | 30                     | 1                      | —                      | 75                     | 8                      | 10                     | —                      | 44                     | —                      | —                      | 20                     | —                      | Manifesto         | : Золотий    |
| 1980                                           | «The Same Old Scene»         | 12                     | —                      | —                      | 27                     | —                      | 13                     | —                      | —                      | 29                     | —                      | —                      | —                      | —                      | —                      | —                      | —                      | Flesh and Blood   |              |
| 1980                                           | «Over You»                   | 5                      | —                      | —                      | —                      | 31                     | 6                      | —                      | —                      | 24                     | 24                     | —                      | 80                     | —                      | —                      | —                      | —                      | Flesh and Blood   | : Срібний    |
| 1980                                           | «In the Midnight Hour»       | —                      | —                      | —                      | —                      | —                      | —                      | —                      | —                      | —                      | —                      | —                      | —                      | —                      | —                      | —                      | —                      | Flesh and Blood   |              |
| 1980                                           | «Oh Yeah»                    | 5                      | —                      | —                      | —                      | 14                     | 9                      | —                      | —                      | 39                     | —                      | —                      | —                      | —                      | —                      | —                      | 12                     | Flesh and Blood   |              |
| 1981                                           | «Jealous Guy»                | 1                      | —                      | 6                      | 5                      | 19                     | 3                      | —                      | —                      | 10                     | 4                      | 6                      | —                      | —                      | 4                      | 18                     | 3                      |                   | : Золотий    |
| 1982                                           | «Avalon»                     | 13                     | —                      | —                      | 5                      | 45                     | 9                      | —                      | —                      | 8                      | 37                     | —                      | —                      | 105                    | 65                     | 19                     | —                      | Avalon            |              |
| 1982                                           | «More Than This»             | 6                      | 7                      | —                      | 14                     | 24                     | 6                      | 18                     | —                      | 25                     | 12                     | 2                      | —                      | —                      | 6                      | 17                     | —                      | Avalon            | : Срібний    |
| 1982                                           | «Take a Chance with Me»      | 26                     | —                      | —                      | 12                     | 68                     | 5                      | —                      | 32                     | 20                     | —                      | —                      | —                      | —                      | —                      | —                      | —                      | Avalon            |              |
| «—» ставиться, якщо сингл не потрапив до чарту |                              |                        |                        |                        |                        |                        |                        |                        |                        |                        |                        |                        |                        |                        |                        |                        |                        |                   |              |

## Спільні релізи
| Рік                                             | Подробиці | Найвищі місця в чартах | Найвищі місця в чартах | Найвищі місця в чартах | Найвищі місця в чартах | Найвищі місця в чартах | Найвищі місця в чартах | Найвищі місця в чартах | Найвищі місця в чартах | Найвищі місця в чартах | Найвищі місця в чартах | Найвищі місця в чартах | Найвищі місця в чартах | Сертифікації |
| Рік                                             | Подробиці | ВЕЛ                    | АВС                    | АВТ                    | БЕЛ                    | НІМ                    | КАН                    | НІД                    | НОЗ                    | НОР                    | ПОР                    | ШВА                    | ШВЕ                    | Сертифікації |
| ----------------------------------------------- | --- | ---------------------- | ---------------------- | ---------------------- | ---------------------- | ---------------------- | ---------------------- | ---------------------- | ---------------------- | ---------------------- | ---------------------- | ---------------------- | ---------------------- | ------------ |
| 1985                                            | Smalltown Boy/Angel Eyes - Вихід: - Лейбл: Razormaid Records - Формат: LP - Примітка: спільний реліз Roxy Music і Bronski Beat.                                          | —                      | —                      | —                      | —                      | —                      | —                      | —                      | —                      | —                      | —                      | —                      | —                      |              |
| 1986                                            | Street Life — 20 Great Hits - Вихід: - Лейбл: E.G. - Формати: LP, CS, CD - Примітка: спільний реліз Roxy Music і Браяна Феррі.                                           | 1                      | —                      | 23                     | —                      | 14                     | 90                     | 10                     | 1                      | —                      | —                      | 12                     | —                      |              |
| 1988                                            | Let's Stick Together - Вихід: - Лейбли: E.G., Virgin - Формати: LP, CD - Примітка: спільний реліз Roxy Music і Браяна Феррі.                                             | —                      | —                      | —                      | —                      | —                      | —                      | —                      | —                      | —                      | —                      | —                      | —                      |              |
| 1988                                            | Bryan Ferry — The Ultimate Collection With Roxy Music - Вихід: 7 листопада - Лейбл: E.G. - Формати: LP, CS, CD, ЦД - Примітка: спільний реліз Roxy Music і Браяна Феррі. | 6                      | 11                     | —                      | —                      | 43                     | —                      | —                      | 15                     | —                      | —                      | —                      | 23                     |              |
| 1989                                            | The Price of Love - Вихід: - Лейбли: E.G., Virgin - Формати: LP, CD - Примітка: спільний реліз Roxy Music і Браяна Феррі.                                                | —                      | —                      | —                      | —                      | —                      | —                      | —                      | —                      | —                      | —                      | —                      | —                      |              |
| 1995                                            | More Than This — The Best of Bryan Ferry + Roxy Music - Вихід: Жовтень - Лейбл: Virgin - Формати: LP, CD - Примітка: спільний реліз Браяна Феррі і Roxy Music.           | 15                     | 9                      | —                      | 25/35                  | 91                     | —                      | —                      | 23                     | 4                      | 9                      | —                      | 31                     |              |
| 1997                                            | Tokyo Joe — The Best of Bryan Ferry & Roxy Music - Вихід: 16 травня - Лейбл: Virgin - Формат: CD, HDCD - Примітка: спільний реліз Roxy Music і Браяна Феррі.             | —                      | —                      | —                      | —                      | —                      | —                      | —                      | —                      | —                      | —                      | —                      | —                      |              |
| 1998                                            | The Best of MusikLaden Live Double Feature - Вихід: - Лейбл: Pioneer Artists - Формат: DVD - Примітка: спільний реліз Roxy Music і T-Rex.                                | —                      | —                      | —                      | —                      | —                      | —                      | —                      | —                      | —                      | —                      | —                      | —                      |              |
| 2000                                            | Slave to Love: The Best of The Ballads - Вихід: - Лейбл: Virgin - Формати: CD, CS, HDCD - Примітка: спільний реліз Roxy Music і Браяна Феррі.                            | —                      | —                      | —                      | —                      | —                      | —                      | —                      | —                      | —                      | —                      | —                      | —                      |              |
| 2004                                            | The Platinum Collection - Вихід: - Лейбл: Virgin - Формат: CD - Примітка: спільний реліз Roxy Music і Браяна Феррі.                                                      | 17                     | —                      | —                      | —                      | —                      | —                      | 41                     | —                      | —                      | —                      | —                      | —                      |              |
| «—» ставиться, якщо альбом не потрапив до чарту | |                        |                        |                        |                        |                        |                        |                        |                        |                        |                        |                        |                        |              |

## Інші видання
| Дата          | Назва                       | Подробиці                                                                                       |
| ------------- | --------------------------- | ----------------------------------------------------------------------------------------------- |
| 5 лютого 2010 | Remixes By Cinnamon Chasers | Містить ремікси Cinnamon Chasers на композиції Roxy Music. Доступний для цифрового завантаження |
| Ноябрь 2006   | Remix#01                    | Містить ремікси на композиції «Angel Eyes», «Rain, Rain, Rain» и «The Thrill of It All»         |
| Січень 2007   | Remix#02                    | У виданні представлено два ремікси на пісні «The Same Old Scene» «The Main Thing»               |
| 2007          | Remix#03                    | Містить ремікси на «Editions of You» и «Virginia Plain»                                         |

## Відеокліпи
Список музичних відеокліпів складено на основі інформації, зазначеної на сайті Mvdbase.com, а також на офіційному каналі Roxy Music на YouTube.
| Рік  | Назва                | Режисер(и)                |
| ---- | -------------------- | ------------------------- |
| 1972 | «Virginia Plain»     |                           |
| 1972 | «Re-Make/Re-Model»   |                           |
| 1975 | «Love is the Drug»   |                           |
| 1979 | «Trash»              | Майкл Ліндсей-Гогг        |
| 1979 | «Dance Away»         | Майкл Ліндсей-Гогг        |
| 1979 | «Angel Eyes»         | Білл Стюарт               |
|      | «Can't Let Go»       | Робін Неш                 |
|      | «Ain't That So?»     | Майкл Ліндсей-Гогг        |
| 1980 | «Eight Miles High»   |                           |
| 1980 | «The Same Old Scene» | Девід Маллет              |
| 1981 | «Jealous Guy»        |                           |
| 1982 | «More Than This»     |                           |
| 1982 | «Avalon»             | Говард Гард і Рідлі Скотт |

## Саундтреки
Список містить лише ті композиції Roxy Music, які входили в різні саундтреки, однак гурт не писав їх спеціально для них.
| Рік  | Фільм/Гра                   | Альбом                                                     | Пісня                             |
| ---- | --------------------------- | ---------------------------------------------------------- | --------------------------------- |
| 1980 | «Таймс-Сквер»               | The Original Motion Picture Soundtrack "Times Square"      | «The Same Old Scene»              |
| 1986 | «Поліція Маямі»             | Miami Vice II                                              | «Lover»                           |
| 1989 | «Поліція Маямі»             | The Best of Miami Vice                                     | «Lover»                           |
| 1995 | «Казино»                    | Casino (Music From The Motion Picture)                     | «Love is the Drug»                |
| 1996 | «Розсікаючи хвилі»          | Breaking The Waves — The Original Soundtrack Album         | «Virginia Plain»                  |
| 1998 | «Оксамитова золота жила»    | Velvet Goldmine — Music From The Original Motion Picture   | «Virginia Plain»                  |
| 1999 | «23»                        | 23 — Nichts Ist So Wie Es Scheint. (Original Soundtrack)   | «Love is the Drug»                |
| 2000 | «Бруд і шаленість»          | Various — The Filth And The Fury — A Sex Pistols Film      | «Virginia Plain»                  |
| 2000 | «Все можливо, крихітко»     | Maybe Baby — Original Soundtrack                           | «Do the Strand»                   |
| 2002 | Grand Theft Auto: Vice City | Grand Theft Auto Vice City O.S.T — Volume 3 : Emotion 98.3 | «More Than This»                  |
| 2002 | Grand Theft Auto: Vice City | Grand Theft Auto Vice City O.S.T — Greatest Hits           | «More Than This»                  |
| 2003 | «Чудесна країна»            | Wonderland Soundtrack                                      | «In Every Dream Home a Heartache» |
| 2007 | «Життя на Марсі»            | Life On Mars — Original Soundtrack                         | «Street Life»                     |
| 2007 | «Контроль»                  | Music From The Motion Picture Control                      | «2HB»                             |